# Sebastian Espen Bengston
Sebastian Espen Bengston (7 luglio 2005) è uno sciatore alpino norvegese.

## Biografia
Specialista delle prove veloci attivo dall'ottobre del 2021, Sebastian Espen Bengston ha esordito in Coppa Europa il 21 febbraio 2024 a Sella Nevea in supergigante (49º); non ha debuttato in Coppa del Mondo e non ha preso parte a rassegne olimpiche o iridate.

## Palmarès

### Campionati norvegesi
- 1 medaglia:
  - 1 argento (discesa libera nel 2025)